# Stazione di Paeonia officinalis
Stazione di Paeonia officinalis è la denominazione ufficiale di un'area protetta appartenente alla rete Natura 2000 e situata in Valle d'Aosta tra i comuni di Arnad e di Perloz nei pressi del valico delle Alpi Pennine del Col de Fenêtre.
L'area, ampia 33 ettari, è sito di interesse comunitario e zona speciale di conservazione ai sensi della Direttiva Habitat.
Gli habitat tutelati dal provvedimento istitutivo sono: ghiaioni silicei (8110), pareti rocciose silicee (8220), faggete, pure o miste, (9110) e foreste alpine di larice e/o pino (9420).

## Flora
La caratteristica più rilevante dell'area è la numerosa presenza di paeonia officinalis, una specie di origine eurosiberiana che in Italia si trova raramente nelle Alpi e negli Appennini, la specie è compresa nell'allegato I della Convenzione di Berna tra le specie strettamente protette.

## Fauna
Per quanto riguarda la fauna, è specificatamente segnalata la presenza di camosci ma sono presenti anche volpi e caprioli, tra l'avifauna si segnalano i picchi e le cince.